# Chiesa di San Felice (Ceri)
La chiesa di San Felice si trova a Ceri, nel luogo dove forse fu decapitato l'antipapa Felice II e dove, si dice, accadde il miracolo dei buoi. La chiesa ha subito un rovinoso crollo, probabilmente tra il febbraio e l'aprile 2015, in seguito alla caduta di un blocco di tufo. Si è salvato l'affresco nella nicchia e poco altro.

## Storia
La chiesa fu edificata sul luogo dove fu probabilmente decapitato l'antipapa Felice II nel 365 Adornata con affreschi raffiguranti la sua vita e dotata di una statuina della Madonna, divenne subito meta di devoti pellegrinaggi.
Secondo la leggenda, i buoi si sarebbero rifiutati di portare a Roma i resti mortali di san Felice che, si ritiene, furono così in un primo tempo sepolti nella tomba etrusca che ora si trova nei sotterranei della chiesa stessa, e poi nella vicina chiesa della Madonna di Ceri.

## Stato attuale
La chiesa, anche a causa della sua posizione molto nascosta dal centro abitato, oggi si presenta abbandonata a se stessa e vittima di frequenti atti vandalici come la decapitazione della Madonnina posta verso Pian Cerese.